# Typografische Monatsblätter
Die Typografischen Monatsblätter (TM, französisch Revue suisse de l’imprimerie, RSI, englisch Swiss Typographic Magazine, STM) waren eine schweizerische Fachzeitschrift für Typografie, Schrift, Gestaltung und Sprache von internationaler Ausstrahlung. Sie erschienen seit 1933 und hatten ab 1948 neben dem deutschsprachigen auch einen französischsprachigen Teil; oft enthielten die Ausgaben auch englischsprachige Inhalte. Herausgegeben wurden sie zuletzt von der schweizerischen Gewerkschaft Syndicom (ehemals Schweizerischer Typographenbund, Gewerkschaft Druck und Papier, Comedia) zur Förderung der Berufsbildung in der visuellen Kommunikation. 2012 betrug die WEMF-beglaubigte Auflage 1'001 verkaufte bzw. 1'282 verbreitete Exemplare. 2014 fiel der Entscheid, die Herausgabe der Zeitschrift einzustellen. Die letzte Ausgabe 4/14 war einem der Grossen der Schweizer Typografie, Emil Ruder, gewidmet.

## Geschichte
Die Zeitschrift wurde im Jahr 1933 von der damaligen Gewerkschaft «Schweizerischer Typographenbund» erstmals herausgebracht. 1948 wurde die (10 Jahre ältere) Revue suisse de l’imprimerie (RSI) in die TM integriert und fortan fanden vermehrt französische Inhalte in das Heft. Im Dezember 1951 wurde angekündet, auch den langjährigen Konkurrenten Schweizer Graphische Mitteilungen (SGM) mitaufzunehmen und zu integrieren. Bis 1971 wurde der Teil der RSI separat in Lausanne in der Druckerei «Imprimerie Populaires» produziert und zusammen mit dem Teil der TM in St. Gallen bei Zollikofer & Co. AG zu einem Heft zusammengebunden. Seit dem Heft 1|2012 wurden die Fachhefte Grafische Industrie (FGI) mit der TM zusammengelegt und erschienen von da an viermal pro Jahr.

## Chefredaktoren
- Walter Cyliax (1933 bis 1937)
- Rudolf Hostettler (1952 bis 1981)
- Jean-Pierre Graber (1982 bis 2003)
- Lukas Hartmann (2003 bis zur Einstellung 2014)

## Herausgeber und Verlag
Der Schweizerische Typographenbund trat ursprünglich als Herausgeber der Zeitschrift auf. Durch die diversen Zusammenschlüsse dieser Gewerkschaft mit anderen Organisationen wechselte der Name des Verlages und des Herausgebers mehrfach. 
- Schweizerischer Typographenbund (bis 1974)
- Gewerkschaft Druck und Papier (1975 bis 1998)
- Gewerkschaft Comedia (1999 bis 2010)
- Gewerkschaft Syndicom (2011 bis 2014)

## Auszeichnungen
- 2006: Swiss Graphic Design A4-Award